# Hesteyri (by)
Hesteyri är en ödeby vid Hesteyrarfjörður, utanför Jökulfirðir i naturreservatet Hornstrandir, i den norra delen av regionen Västfjordarna, Island. Genom Hesteyri rinner ån Hesteyrará, som blev porten till området för de som skulle till Kjaransvík, Hlöðuvík och Hornvík. På sommaren 2004 byggdes en bro över ån.

## Historia
Förr var Hesteyri en välmående fiske- och handelsplats. Numera finns det inga permanentboende kvar. De sista invånarna övergav Hesteyri 1952. Den viktigaste orsaken till avfolkningen var att platsen ligger bland bergen i väglöst land, så långt från annan bebyggelse, utan elektricitet, hamn eller flygplats. Att resa från Hesteyri till de närmaste större orterna Bolungarvík och Ísafjörður kunde bara ske med båt som numera tar cirka 70 minuter vid bra väderlek.
På Hesteyri finns det nu 9 hus som används som sommarstugor. De flesta av dessa hus är från första hälften av förra seklet, men några byggdes före sekelskiftet 1900. I ett hus som kallas Búðin drevs en butik. Senare blev Hesteyri ett centrum för handel 1881. Som mest bodde mer än 80 personer i Hesteyri. Det fanns läkarbostad, men det var ofta svårt att få en läkare till byn.

## Transport och sevärdheter
Hesteyri kan endast nås med båt från Ísafjörður och Bolungarvík i 10 veckor under sommaren mellan mitten av juni och slutet av augusti.
Efter 30 minuters vandring kan man se ruinerna av den gamla valfångststationen.
Byn är en unik före detta fiskeby som hade sina bästa dagar för 100 år sedan. Landskapet är format av branta klippor,  ensliga mossöverväxta dalar och steniga högslätter. Stora kolonier av sjöfåglar häckar och fjällrävar jagar ostörda. I fjorden finns det sälar och valar.

## Valfångststationen och sillberedning

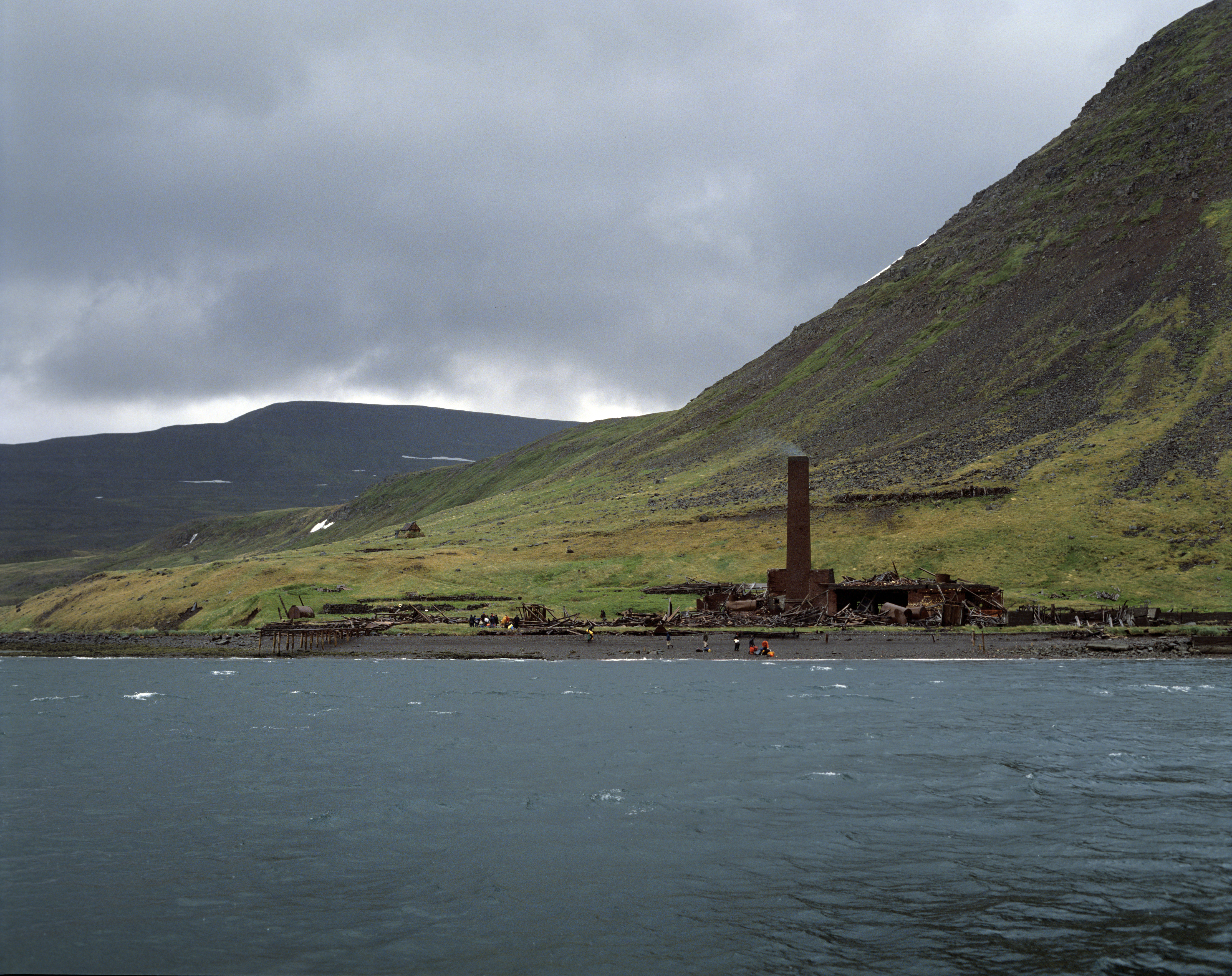
Ruiner av sillberedningsfabrik och valfångststation vid Stekkeyri.

Drygt två kilometer bort från Hesteyri fanns i Stekkeyri en valstation som uppfördes 1894 och som senare kom att användas till sillberedning. Fabriken byggdes av norrmän, men den såldes senare till islänningar. Ända fram till andra världskriget var fabriken igång. Numera finns det mycket litet kvar av stationen. I stort sett är det bara ruinerna och skorstenen som finns kvar.

## Hesteyrarkirkja
En kyrka byggdes i Hesteyri och invigdes 3 september 1899. Kyrkan betjänades från den kyrka som fanns i Aðalvík. Det var de norrmän som ägde Stekkeyri valberdningsfabrik som gav Hesteyriborna en kyrka. Året 1962 togs kyrkan ner och flyttades till Súðavík, där den fortfarande står.
Byn Hesteyri övergavs 1952. På platsen där kyrkan stod finns numera ett minnesmärke,  som består av en klocka och kopparsköld med en avbildning av kyrkogården och en lista över dem som hade begravts där.

## Hesteyri i litteraturen
En historia i en bok av Yrsa Sigurðardóttir, "Jag kommer ihåg dig", utspelas i Hesteyri. Unga människor som hyr ett hus i byn mitt i vintern börjar misstänka att de inte är de enda gästerna.
I detektivromanen "Hildur" av Satu Rämö, utgiven 2022 på finska, översatt till svenska 2023, förekommer Hesteyri.